# Metromoorden
De metromoorden is een drievoudige moord die gepleegd werd op maandag 6 maart 1989 op het Rotterdamse metrostation Zuidplein.

## Toedracht
Op metrostation Zuidplein in Rotterdam werden op 6 maart 1989 drie vrouwen doodgestoken en een vierde zwaargewond. De vrouwen wachtten op het station op de metro, toen er een man aan kwam lopen die zonder enige aanleiding op het viertal begon in te steken. De enige die het overleefde werd zwaargewond naar het ziekenhuis gebracht.

## Verdachte
De verdachte, Glenn M. (28), werd gearresteerd. Hij was een bekende van de politie en een getroubleerde man "vol rassenhaat". Hij verklaarde dat zijn vriendin het met hem uit had gemaakt en dat hij daarom zoveel mogelijk blanke vrouwen om het leven wilde brengen. Hij werd berecht en veroordeeld wegens drievoudige moord en een poging tot moord en kreeg 20 jaar gevangenisstraf en TBS met dwangverpleging. Op 14 augustus 1992 pleegde hij zelfmoord in de TBS inrichting Veldzicht in Balkbrug.